# Тверская кавалерийская школа
Тверска́я кавалери́йская шко́ла и́мени Коминте́рна — советское военное учебное заведение.
Первоначально были открыты 1-е Тверские советские кавалерийские командные инструкторские курсы РККА на базе расформированного Тверского кавалерийского училища. За время своего существования это учебное заведение поменяло несколько названий. Но все-таки основное название, закрепившееся за ним в советское время, это Тверская, а позже Калининская кавалерийская школа, просуществовавшая до 1932 года.

## Краткая справка
После Октябрьской революции, для защиты революционных завоеваний, возникла необходимость создания постоянной регулярной армии пролетарского государства. При этом первостепенное значение придавалось подготовке военных кадров, вышедших из народа, преданных делу революции. Одним из основных направлений в решении этой проблемы являлась подготовка красных командиров (краскомов) через систему краткосрочных курсов и школ, которые создавались на базе военных училищ императорской армии. В феврале 1918 года приказом № 130 народного комиссариата по военным делам в Москве (4), Петрограде (6), Ораниенбауме (1), Твери (1), Казани (1) были открыты тринадцать ускоренных курсов по подготовке командиров для пехотных, кавалерийских и артиллерийских частей Красной Армии. Количество курсов непрерывно росло: в марте 1919 года их было уже 102, к концу 1920 года — 126, в 1921 году — 176, в 1922 году — 224. Соответственно возросло и количество курсантов от 5 тыс. чел. в 1918 году до 93 тыс. чел. в 1921 году.
Формирование кавалерийских курсов в Твери было начато 9 февраля 1918 года.За этот год на курсы поступило 250 чел. Всего с марта по октябрь 1918 года на курсах обучалось до 400 курсантов, преимущественно рабоче-крестьянская молодежь, бывшие солдаты, учащиеся средних учебных заведений, немного бывших офицеров военного времени и незначительное число лиц из интеллигенции.
За время существования Тверских курсов и школы было выпущено около 1 тыс. красных командиров. Сроки обучения составляли: на инструкторских курсах — 2-4 месяца, на образцовых курсах комсостава — 1 год, в 4-й школе комсостава — 3 года.
В кавшколе шла подготовка не только советских военных кадров. Так, в 1927 году, проходили обучение 5 китайских командиров
Тверские курсы и школу посещали: Н. И. Подвойский в 1918 году, К. Е. Ворошилов в 1925 году, С. М. Буденный в 1926 и в 1929 годах.
24 ноября 1918 года в День красного офицера, тверские курсанты приняли участие в параде на Красной площади в Москве, который известен в истории как Парад красных курсантов.

Первый выпуск краскомов на 1-х Тверских кавалерийских курсах осенью 1918 г.
Курсанты одеты в элементы формы уланского образца бывшего Тверского кавалерийского училища.
1-е Тверские и 1-е Петроградские кавалерийские курсы на параде в честь Дня Красного Офицера в Москве 24.11.1918.

## Устройство командных курсов РККА в годы Гражданской войны
Объединяющим органом для всех военно-учебных заведений до конца 1918 года было Военно-учебное управление при Всероглавштабе, реорганизованное в 1919 году в Главное управление военно-учебных заведений (ГУ ВУЗ). Периодически ГУ ВУЗ организовывал инспекторские проверки военных курсов, к которым привлекал наиболее подготовленных офицеров, в основном слушателей Академии Генерального штаба.

Выпускник школы краском Васильев В. В. в 1930 году

Курсы организовывались по мере надобности, которую устанавливали на местах и в центре под влиянием текущих событий. В связи с этим не было ни единого плана, ни единых сроков обучения. В октябре 1918 года был созван Первый съезд представителей советских командных курсов, сыгравший большую роль в деле установления некоторого единства работы. Однако до конца выполнить эту задачу не удалось. Во-первых, не все военные курсы были непосредственно подчинены ГУВУЗу, поскольку те из них, которые создавались в армиях и при фронтовых учреждениях, подчинялись непосредственно своему командованию и работали по своим программам и планам. Единства трудно было достигнуть ещё и потому, что курсы, находившиеся в ведении ГУВУЗа, не могли установить точный срок своего обучения, так как боевая обстановка обычно срывала плановую работу, заставляла прекращать занятия и уводить курсы, как боевые части, на фронт. Курсантские батальоны, сводимые в полки и бригады, участвуя в боевых действиях, теряли до 90 % своего личного состава.
В условиях Гражданской войны, при отсутствии собственных подготовленных кадров, советское руководство стало привлекать к работе по обучению командного состава на военных курсах в качестве преподавателей бывших офицеров царской армии.
Начальник курсов назывался заведующим. Все дела, как правило, решались курсовым, хозяйственным и педагогическим советами курсов. На курсах существовали также контрольный комитет, комитет вольнонаёмных служащих и товарищеский суд. Курсовой и хозяйственный советы собирались раз в неделю, решения курсового совета отдавались в приказе по курсам. Курсовой совет выполнял административные функции, налагая взыскания на курсантов за проступки. В качестве дисциплинарных мер воздействия был распространен денежный штраф. Например, за опоздание из отпуска на один день налагался штраф в 25 р., до трех дней — 75 р., за большее опоздание виновных исключали из слушателей курсов. Взыскания и штрафы мог налагать и товарищеский суд. Например, за непосещение лекций и опоздание на них он накладывал внеочередные наряды в праздничные дни или штрафы. Что касается распорядка дня, то курсанты вставали в 07:00, затем получасовая гимнастика, классные занятия, обед, строевые занятия и ужин. Вечерний чай подавался в 23:30, отбой в 24:00. Ежедневный рацион питания состоял из 200 г. хлеба, 100 г. сухарей, картошки и воблы.
Необходимость изменений в подготовке командных кадров обусловливалась недостаточной подготовкой выпускников краткосрочных курсов, многообразием типов учебных заведений (военные курсы, школы, техникумы, институты, красноармейские классы и т. д.), отсутствием единой программы, разным уровнем знаний выпускников. В этой связи 19 января 1921 года было принято решение о преобразовании военных курсов в военные школы. Курсы с сокращенным сроком обучения были ликвидированы к апрелю 1924 года.

## История
Сведения из исторического формуляра Тверской кавалерийской школы им. Коминтерна
- 9.02.1918 — Приказом наркома по военным делам за № 130, § 1, п. «Г», приступлено к формированию в Твери 1-х Тверских советских кавалерийских командных инструкторских курсов РККА.
- 28.02.1918 — Формирование курсов закончено и приступлено к занятиям с переменным составом.
- 23.03.1918 — Произведен 1-й выпуск командиров инструкторов РККА в числе 8 чел.
- 10.09.1918 — Переменный состав курсов вместо «инструкторские ученики» стал именоваться «курсантами» (§ 1, часть 1 инструкции для курсов всех родов войск).
- 8.04.1919 — Из состава курсов выделено на формирование Елисаветградских кавалерийских курсов: 125 курсантов, 8 чел. комсостава, 1 преподаватель, 5 чел. административно-хозяйственного состава (далее АХС) и 7 служащих.
- 20.05.1919 — Курсы в полном составе отправлены на Петроградский фронт (179 курсантов, 16 чел. комсостава, 9 чел. АХС и 38 красноармейцев), где действовали против белоэстонцев и войск Юденича в составе Сводного кавалерийского полка (впоследствии кавалерийского дивизиона) Отдельной сводной бригады курсантов.
- 23.08.1919 — Действовавшие на фронте части курсов возвращены в город Тверь.
- 25.08.1919 — Курсы в составе 292 курсантов, 17 чел. комсостава, 8 служащих и 36 красноармейцев вызваны в распоряжение начальника Тульского укрепрайона, где действовали против отрядов Мамонтова, неся сторожевую службу.
- 16.09.1919 — Один эскадрон курсов в составе 151 курсанта, 11 чел. комсостава, 6 служащих и 22 красноармейцев возвращен к месту постоянного расквартирования в город Тверь; другой в составе Сводной казачьей Украинской бригады направлен в Тамбовскую губернию против отрядов Мамонтова и Шкуро.
- 10.10.1919 — Возвратился с Южного фронта, действовавший против отрядов Мамонтова и Шкуро, эскадрон в составе 59 курсантов, 4 чел. комсостава, 14 служащих и красноармейцев.
- 26.05.1920 — Курсы переименованы в Тверские образцовые курсы комсостава РККА с одногодичным сроком обучения (Приказ РВС СССР от 17.05.1920 № 845).
- 15.07.1920 — Отправлен на Южный фронт в состав Московской бригады курсантов один конный взвод в числе 2 командиров, 28 курсантов и 2 красноармейцев.
- 10.08.1920 — Отправлено на Южный фронт против Врангеля (впоследствии переброшено на Кавказский фронт) в состав 2-го Сводного кавалерийского полка 2-й Московской бригады курсантов 2 эскадрона в числе 15 чел. комсостава, 190 курсантов, 54 красноармейцев и АХС.
- 11.08.1920 — Отправлено на Южный фронт в состав 1-й Московской бригады курсантов 2 взвода в числе 2 командиров, 60 курсантов и 2 красноармейцев.
- 20.08.1920 — Курсы переименованы в 8-е Тверские кавалерийские курсы комсостава РККА.
- 12.11.1920 — Возвратились с Южного фронта из состава 1-й Московской бригады курсантов из числа взводов, отправленных 15.07.1920: 2 командира, 52 курсанта и 4 красноармейца.
- 28.12.1920 — За боевые дела против врагов СССР на Петроградском и Южном фронтах от Тверского губисполкома — почетный штандарт.
- 27.01.1921 — Курсы реорганизованы в 4-ю кавалерийскую школу комсостава РККА.
- 3.03.1921 — Отправлено в Петроград на подавление Кронштадтского мятежа 182 курсанта, 8 чел. комсостава, 18 красноармейцев и АХС.
- 25.03.1921 — Отправленные возвратились.
- 6.08.1921 — Отправлено на ст. Инжавино против банд 7 чел. комсостава, 100 курсантов, 34 красноармейца и АХС.
- 24.09.1921 — Отправленные возвратились.
- 11.01.1923 — Школе присвоено наименование 4-я кавалерийская Тверская школа комсостава им. III Коммунистического Интернационала.
- 23.03.1923 — Школа слита с Московской окружной кавалерийской школой допризывной подготовки с присвоением наименования 4-я кавалерийская Интернациональная школа комсостава им. Л. Д. Троцкого.
- 16.09.1923 — Произведен первый нормальный трехгодичный выпуск командиров РККА в количестве 30 человек.
- 9.12.1924 — Школа переименована в Тверскую кавалерийскую школу им. тов. Троцкого.
- 29.03.1927 — Приказом РВС СССР за № 166 134 от 29.03.1927 установлен годовой праздник школы 28 февраля — день сформирования.
- 18.01.1928 — Из названия школы исключено «имени тов. Троцкого», и школа стала именоваться Тверская кавалерийская школа им. Коминтерна (приказ РВС СССР № 14 от 18.01.1928).
- 1932 — В связи с переименованием города Тверь в город Калинин 20 ноября 1931, название школы изменилось на Калининская кавалерийская школа им. Коминтерна.

Выпуск 1920 года
Выпуск 1928 года (VI нормальный выпуск)
Выпускник 1928 года Васильев В.В.

## Обмундирование
Слушатели курсов носили старую парадную форму Тверского кавалерийского училища, с которой были сорваны эполеты и галун. Повседневная униформа была следующей: фуражка с темно-зеленым околышем и голубой тульей, канты темно-зелёные; обычная гимнастерка и бриджи, кавалерийские сапоги и кавалерийская шинель с темно-зеленым кантом. На парадах использовали уланские киверы с голубым низом и белым плюмажём, и, возможно, зелёно-голубые мундиры с петлицами. Орлов на киверах закрывали суконной звездой.

## Административно-преподавательский состав

#### Начальники
в хронологическом порядке с указанием дат исполнения обязанностей
- Никифоров, Борис Андреевич[11] (28.02.1918-7.10.1921)
- Ибрагимов, Борис Борисович[12][13] (7.10.1921-9.12.1922)
- Никифоров Борис Андреевич (9.12.1922-12.03.1923) повторно
- Ибрагимов Борис Борисович (12.03.1923-21.03.1923) повторно
- Мануйлов (21.03.1923-13.07.1923) также комиссар
- Попов, Василий Владимирович (13.07.1923-11.08.1925)
- Кокорев, Георгий Иванович[14] (11.08.1925-9.12.1926) также комиссар
- Духанов, Михаил Павлович с 11.1925 — помощник начальника
- Ушаков, Константин Петрович (9.12.1926-22.01.1928)
- Медведев, Никифор Васильевич[15][16] (с 22.01.1928) также комиссар
- Чистяков, Владимир Иванович (06.1931-11.1932)

#### Комиссары
в хронологическом порядке с указанием дат исполнения обязанностей
- Тюков, Михаил Васильевич (3.02.1918-11.04.1918)
- Гринблат, Кристиан Людвигович (11.04.1918-7.12.1920)
- Лапин, Филипп Иванович (7.12.1920-4.08.1922)
- Вольхин (4.08.1922-18.09.1922)
- Корецкий (18.09.1922-13.12.1922)
- Никитин, Николай Иванович (13.12.1922-21.03.1923)
- Мануйлов (21.03.1923-13.07.1923)
- Ваганов, Владимир Александрович (13.07.1923-8.08.1923)
- Зейфист, Василий Семёнович (8.08.1923-24.01.1925)
- Пронин, Алексей Михайлович[17] (30.04.1925-15.12.1925)
- Кокорев, Георгий Иванович (15.12.1925-9.12.1926)
- Пронин, Алексей Михайлович(9.12.1926-22.01.1928) повторно
- Медведев, Никифор Васильевич (с 22.01.1928)

#### Командиры эскадрона
- Труфанов, Кузьма Григорьевич[18]
- Хмылев, Иван Андреевич[19]

#### Преподаватели
- Агокас, Сергей Викторович — преподаватель артиллерии, физики, механики и математики (1918—1926) бывший преподаватель ТКУ
- Жданов, Андрей Александрович — преподаватель политграмоты в 1919 году
- Кутузов, Михаил Павлович[20][21] — преподаватель тактики
- Никифоров, Михаил Борисович[22] — преподаватель военной топографии бывший выпускник
- Щекотский, Фёдор Михайлович — начальник спецкурса школы, затем временно и. д. начальника учебного отдела школы (1931—1932)

#### Герои Советского Союза
- Баринов, Давид Маркович — генерал-лейтенант
- Бобрук, Сергей Антонович — генерал-лейтенант
- Воробьёв, Яков Степанович — генерал-лейтенант
- Комаров, Георгий Осипович[23] — гвардии генерал-майор авиации
- Кошелев, Николай Васильевич — гвардии полковник
- Новиков, Василий Васильевич — генерал-лейтенант
- Олешев, Николай Николаевич — генерал-лейтенант

#### Искусство
- Лемешев, Сергей Яковлевич — курсант, оперный певец

#### Общий список
- Абакумов, Дмитрий Львович — генерал-майор
- Александров, Василий Георгиевич[24]
- Балакирев, Алексей Федорович[25]
- Балтушис-Жемайтис, Феликс Рафаилович — генерал-майор
- Васильев, Василий Васильевич[уточнить][26]
- Виндушев, Константин Николаевич[27] — генерал-майор
- Головской, Василий Сергеевич — генерал-майор
- Жигарев, Павел Фёдорович — Главный маршал авиации
- Кривенко, Михаил Спиридонович[28]
- Максимов, Андрей Николаевич[29] — майор
- Мартынов, Фёдор Никитич[30]
- Науменко, Николай Фёдорович — генерал-полковник авиации
- Никитин, Иван Семёнович — генерал-майор
- Носков, Александр Алексеевич — генерал-майор
- Салычев, Степан Васильевич — генерал-майор
- Соколов, Иван Михайлович — генерал-полковник авиации
- Самуэльсон, Сергей Григорьевич[31] — майор
- Сиротинкин, Георгий Иванович — курсант 1925 года, капитан, погиб 27 августа 1941 года
- Скей, Антон Иванович[32]
- Студнев, Николай Петрович[33]
- Собакин, Максим Фёдорович - полковник , командир 147 к.п. 40 к.д. погиб 14.11.1941 г.
- Теремов, Пётр Алексеевич — генерал-майор
- Тимофеев, Григорий Тимофеевич[34] — генерал-майор
- Фатеев, Семён Сергеевич
- Хацкилевич, Михаил Георгиевич — генерал-майор
- Шарагин, Алексей Павлович[35]
- Янушкевич, Оскар Иванович[36]

#### Третий рейх
- Бессонов, Иван Георгиевич
- Никифоров, Михаил Борисович[22] — подполковник ВС КОНР